# Scelotes sexlineatus
Scelotes sexlineatus — вид сцинкоподібних ящірок родини сцинкових (Scincidae). Ендемік Південно-Африканської Республіки.

## Поширення і екологія
Scelotes sexlineatus мешкають на західному узбережжі ПАР, зокрема на території Малого Намакваленду. Вони живуть серед чагарників сукулентного кару та фінбошу, що ростуть на піщаних ґрунтах, на висоті до 500 м над рівнем моря.